# Canon (fictie)
Canon is een term die binnen de fandomcultuur gebruikt wordt om te refereren naar het officiële bronmateriaal van een verhaal of franchise.

## Oorsprong woord
De eerste referentie naar het woord kent zijn oorsprong uit de Canon van de Bijbel. In de context binnen de fandom cultuur, werd het voor het eerst gebruikt om te refereren naar de Sherlock Holmes boeken die geschreven werden door Sir Arthur Conan Doyle.

## Canoniteit
Wanneer er meerdere officiële werken zijn uitgebracht binnen eenzelfde reeks of franchise (zoals Marvel of DC), kan onduidelijk zijn wat wel of niet canon is. Dit wordt veelal opgelost worden door expliciet te vermelden welke media wel of niet behoren tot de canon (zoals het geval bij Star Wars en Star Trek).
Verder kunnen er verschillende niveaus van canoniteit gelinkt worden aan verschillende soorten media. Zo worden nieuwe tijdslijnen ontwikkeld om de verhalen vanuit andere perspectieven te kunnen vertellen. Bij grote strip-uitgevers zoals Marvel en DC, gebeurt dit door het concept van het multiversum te gebruiken. In andere gevallen, wordt ook letterlijk gesproken over een andere tijdlijn. Zo kreeg Halo er de Silver Timeline bij toen de televisiereeks uit 2022 werd ontwikkeld.
Er is echter geen consensus rond wie de autoriteit heeft om te beslissen wat wel of niet canon is. De eigenaars van de copyrights claimen dit vaak wanneer ze de oorspronkelijke canon willen wijzigen (of wissen). Het gebruik van de canon is belangrijk bij het ontwikkelen van reboots of bij het verwerken van bestaande franchises naar een andere soort media (bijv. het verfilmen van een computerspel). Dit kan de manier waarop de kijker deze nieuwe interpretatie ziet beïnvloeden. Zo gebeurd het vaak dat fans kritiek uiten als bepaalde zaken anders zijn dan wat eerdere als canon werd gezien.

## Fanon en andere gerelateerde fandom termen
Fanfictie wordt bijna nooit als canon gezien. Het kan echter wel gebeuren dat bepaalde ideeën geaccepteerd worden door fans. Zij refereren naar deze ideeën als fanon, een samentrekking van fan en canon. Een gelijkaardige Engelse term is headcanon. Deze term wordt gebruikt om naar een persoonlijke interpretatie van een fictief universum te refereren.